# Formicoxenus quebecensis
Formicoxenus quebecensis é uma espécie de formiga da família Formicidae.
É endémica do Canadá.

## Biologia
A formiga Formicoxenus quebecensis vive nos formigueiros da formiga Myrmica alaskensis.